# Urville (Aube)
Pour les articles homonymes, voir Urville.
Urville est une commune française, située dans le département de l'Aube en région Grand Est.
La commune qui comptait plus de 600 habitants au milieu du XIXe siècle a vu sa population décroître régulièrement pour se stabiliser aux environs de 150 depuis le milieu du XXe siècle. D'importants vestiges d'un établissement gallo-romain sont « inscrits » à l'inventaire des monuments historiques.

## Géographie

### Localisation
À vol d’oiseau, Urville est située à 8,1 km au sud-est de Bar-sur-Aube et à 45,3 km à l'est de Troyes.

### Communes limitrophes
À vol d'oiseau, les cinq communes les plus proches du territoire sont Bergères à 2,1 km, Bligny à 2,7 km, Champignol-lez-Mondeville à 3,7 km, Couvignon et Meurville à 4,2 km.
Six communes sont limitrophes d'Urville : 
|        | Bergères Couvignon        | Baroville  |
| Bligny | Urville                   | Arconville |
|        | Champignol-lez-Mondeville |            |

Les grandes villes les plus proches de Urville hors Paris sont Dijon (98,3 km) et Reims (129,3 km).

### Géologie et relief
La superficie de la commune est de 1 220 hectares ; son altitude varie entre 212 et 365 mètres.
La commune, située dans la vallée de la rivière Requin, est dominée par deux coteaux marno-calcaires du Kimméridgien. Sur leurs sommets, les buttes de Montillet, Sainte-Eulalie et Landomont présentent des résurgences du plateau Thitonien.
Urville se situe dans Le « Barrois viticole », secteur où le plateau calcaire est fréquemment interrompu par de nombreuses rivière qui ont taillé des vallées généralement encaissées et ont créé un paysage de coteaux. Cette succession de plateaux et vallées est constituée de sols très contrastés. Les plateaux ont un sol argilocalcaire, caillouteux et d’une épaisseur plus faible sur ses bordures. Les vallées ont des sols plus épais dans leur partie basse et presque inexistants dans leur partie haute.

### Risques naturels
La municipalité a réalisé un dossier d'information communal sur les risques majeurs (DICRIM) dans lequel elle expose que la commune est soumise à de nombreux risques dont les principaux sont les mouvements de terrain et fissures sur les façades des habitations, dus au phénomène d'absorption/résorption d'eau dans les sols qui sont argileux ; et les coulées de boue dues au ruissellement et à l'érosion des sols.

### Hydrographie
La commune est dans la région hydrographique « la Seine de sa source au confluent de l'Oise (exclu) » au sein du bassin Seine-Normandie. Elle est drainée par le Requin,.

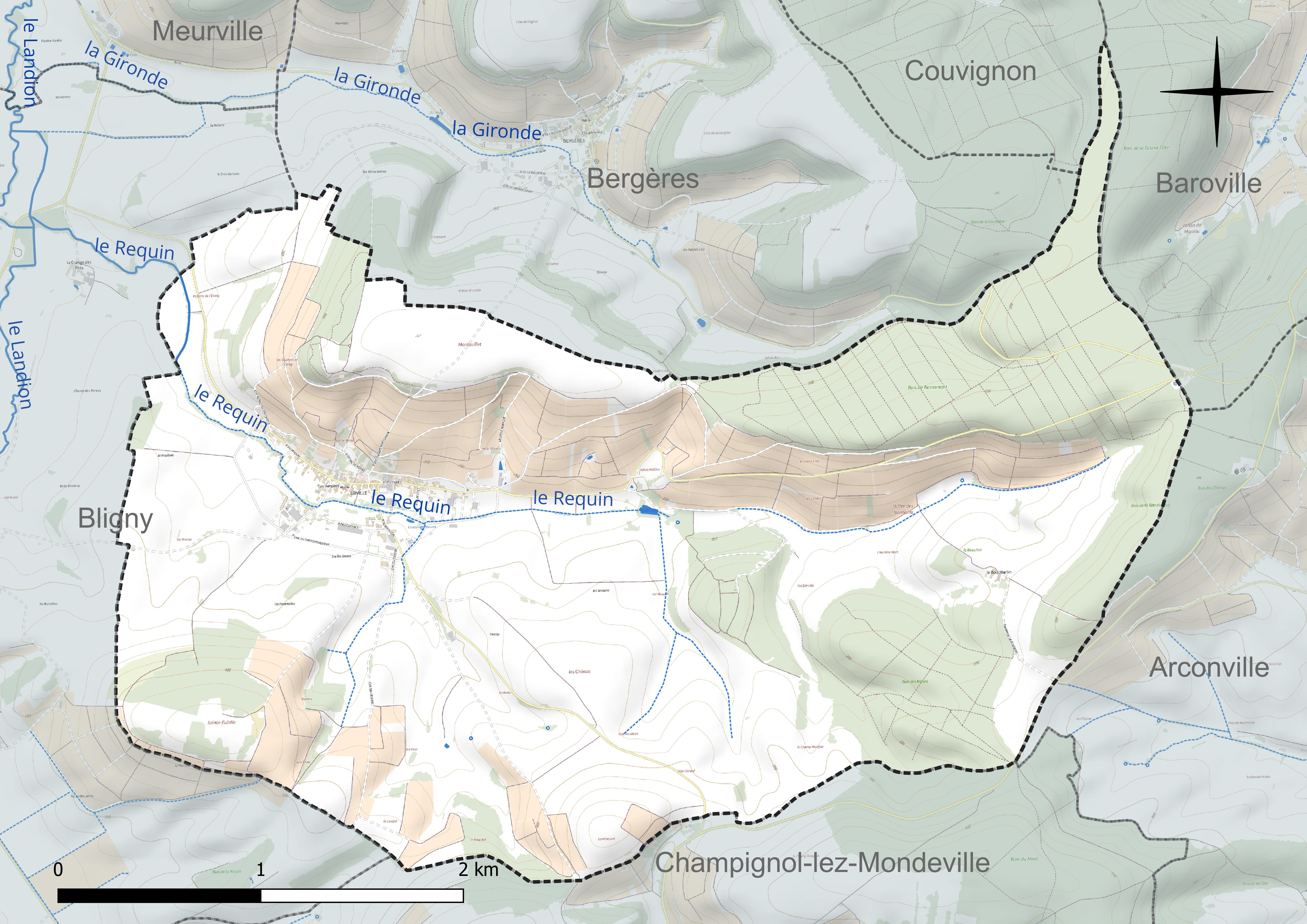
Réseau hydrographique d'Urville.

### Climat
Pour des articles plus généraux, voir Climat du Grand Est et Climat de l'Aube.
En 2010, le climat de la commune est de type climat des marges montargnardes, selon une étude du Centre national de la recherche scientifique s'appuyant sur une série de données couvrant la période 1971-2000. En 2020, Météo-France publie une typologie des climats de la France métropolitaine dans laquelle la commune est exposée à un climat océanique altéré et est dans la région climatique  Lorraine, plateau de Langres, Morvan, caractérisée par un hiver rude (1,5 °C), des vents modérés et des brouillards fréquents en automne et hiver. 
Pour la période 1971-2000, la température annuelle moyenne est de 10,6 °C, avec une amplitude thermique annuelle de 16 °C. Le cumul annuel moyen de précipitations est de 857 mm, avec 12,3 jours de précipitations en janvier et 8,7 jours en juillet. Pour la période 1991-2020, la température moyenne annuelle observée sur la station météorologique de Météo-France la plus proche, « Ailleville_sapc », sur la commune d'Ailleville à 9 km à vol d'oiseau, est de 11,4 °C et le cumul annuel moyen de précipitations est de 833,5 mm. 
La température maximale relevée sur cette station est de 41,3 °C, atteinte le 25 juillet 2019 ; la température minimale est de −19,7 °C, atteinte le 20 décembre 2009,,. 
Les paramètres climatiques de la commune ont été estimés pour le milieu du siècle (2041-2070) selon différents scénarios d'émission de gaz à effet de serre à partir des nouvelles projections climatiques de référence DRIAS-2020. Ils sont consultables sur un site dédié publié par Météo-France en novembre 2022.

### Voies de communication et transports
Une voie romaine reliant les communes de Bar-sur-Aube et de Essoyes passe au nord de la Villa dites  du Val de Millière.

## Urbanisme

### Typologie
Au 1er janvier 2024, Urville est catégorisée commune rurale à habitat dispersé, selon la nouvelle grille communale de densité à 7 niveaux définie par l'Insee en 2022.
Elle est située hors unité urbaine et hors attraction des villes,.

### Occupation des sols
L'occupation des sols de la commune, telle qu'elle ressort de la base de données européenne d’occupation biophysique des sols Corine Land Cover (CLC), est marquée par l'importance des territoires agricoles (71,6 % en 2018), une proportion sensiblement équivalente à celle de 1990 (71,9 %). La répartition détaillée en 2018 est la suivante : 
terres arables (43,6 %), forêts (25,4 %), cultures permanentes (16,3 %), prairies (11,7 %), zones urbanisées (3 %). L'évolution de l’occupation des sols de la commune et de ses infrastructures peut être observée sur les différentes représentations cartographiques du territoire : la carte de Cassini (XVIIIe siècle), la carte d'état-major (1820-1866) et les cartes ou photos aériennes de l'IGN pour la période actuelle (1950 à aujourd'hui).

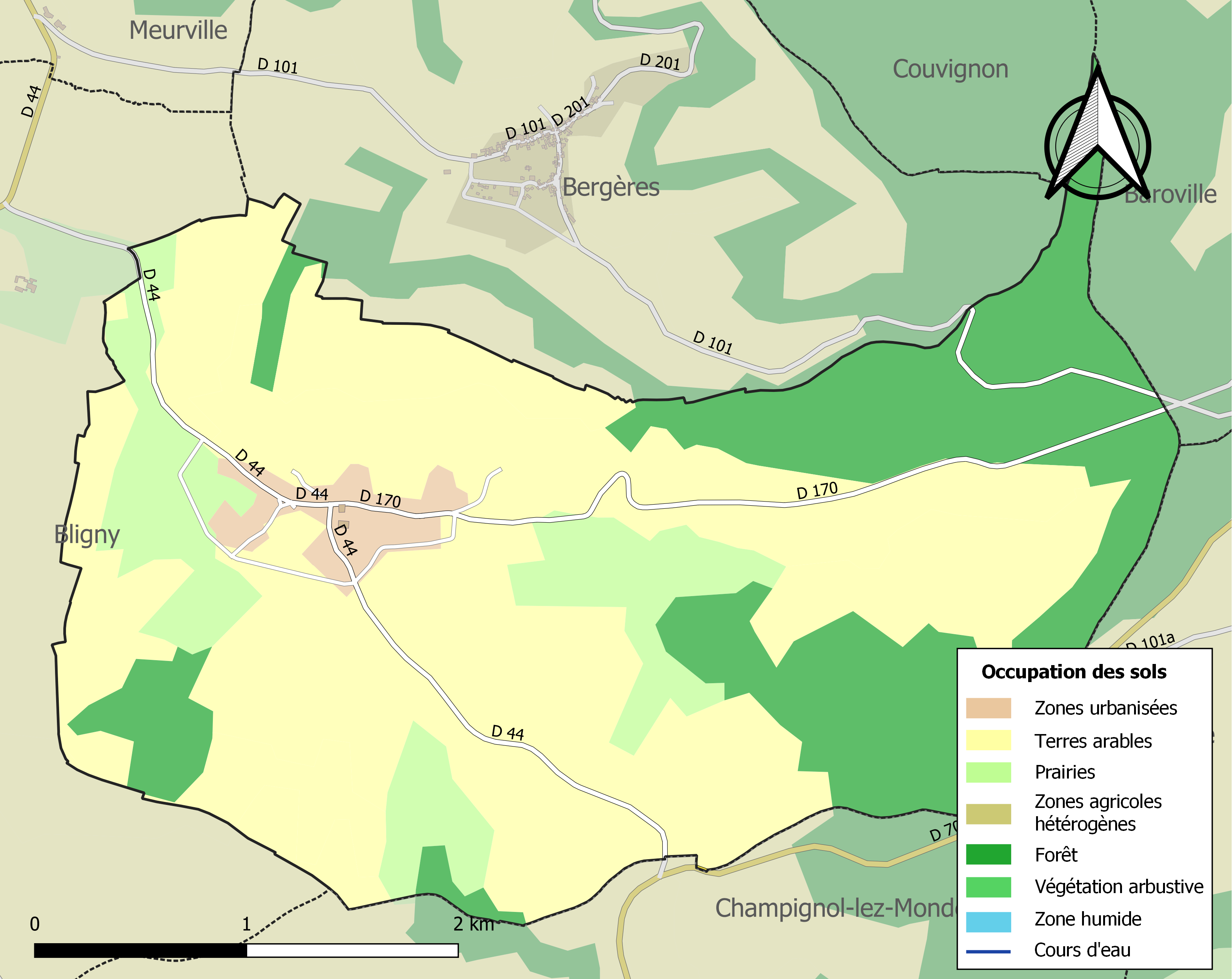
Carte des infrastructures et de l'occupation des sols de la commune en 2018 (CLC).

### Logement
En 2009, le nombre total de logements dans la commune était de 85, alors qu'il était de 79 en 1999.
Parmi ces logements, 83,2 % étaient des résidences principales, 6,0 % des résidences secondaires et 10,8 % des logements vacants. Ces logements étaient pour 45,8 % d'entre eux des maisons individuelles et pour 53,7 % des appartements.
La proportion des résidences principales, propriétés de leurs occupants était de 78,6 %, en hausse par rapport à 1999 (69,8 %).

## Toponymie
Le village est cité sous le nom de Urivillaen 1077-1089  dans la charte du prieuré de Montier-en-l'Île.
Les noms également attestés sont Urreville en 1793 et en 1801 puis Urville.

## Histoire
La commune a été fondée par des Gallo-romains qui y plantèrent la vigne. Au lieu-dit Val de Millières, subsistent les vestiges d'un établissement gallo-romain qui a été fouillé sur une surface d'environ 500 m2. Les fouilles ont révélé les vestiges de deux bâtiments bordant une cour.
La seigneurie relevait des comtes de Champagne et de la chastellenie de Bar-sur-Aube. Parmi les seigneurs éponyme il faut citer Jobert d'Urville en 1179, mais aussi Guillaume qui acquit la motte ceinte de fossé en 1259 au comte de Champagne. Le dit château est de nouveau cité en 1654 comme appartenant à Charles de Blaisy, même ruiné, ces fossés donnaient l'énergie à un moulin.

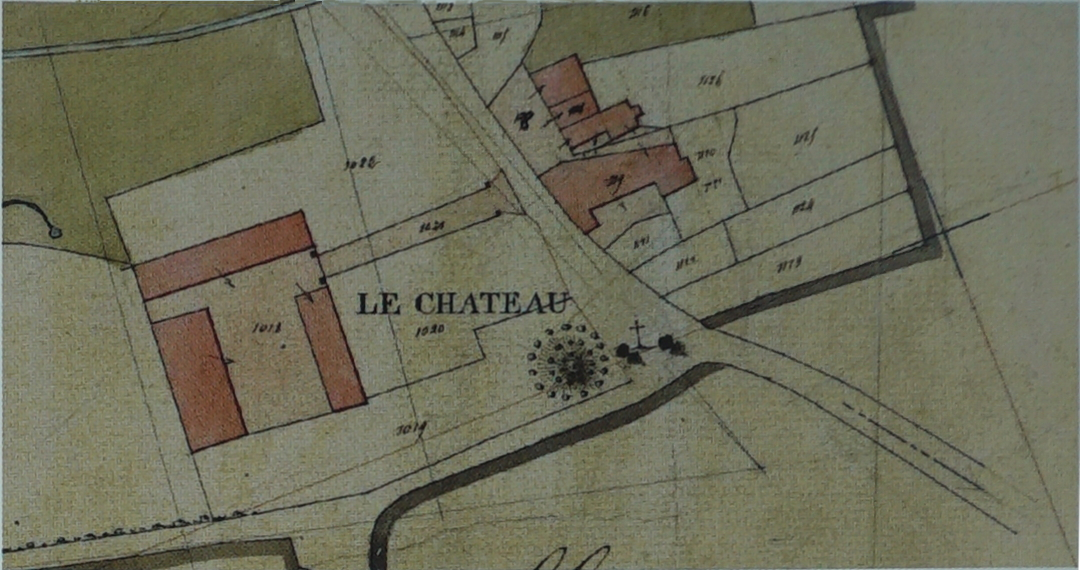
Château et motte castrale.

Il y avait aussi des Espagne comme seigneurs d'Urville qui firent au XIIIe siècle des dons de leurs possessions d'Urville à l'abbaye de Clairvaux.
En 1361, l'église  fut donnée à la collation du chapitre de Bar-sur-Aube, avec les églises de Baronville et de Montheries.
En 1789 le village dépendait de l'intendance et de la généralité de Châlons de l'élection de Bar-sur-Aube et du bailliage de Chaumont.

## Politique et administration

### Tendances politiques et résultats
Au second tour de l'élection présidentielle de 2007, 75,81 % des suffrages se sont exprimés pour Nicolas Sarkozy (UMP), 24,19 % pour Ségolène Royal (PS), avec un taux de participation de 92,75 %.
Au second tour de l'élection présidentielle de 2012, 77,48 % des suffrages se sont exprimés pour Nicolas Sarkozy (UMP), 22,52 % pour François Hollande (PS), avec un taux de participation de 87,31 %.

### Administration municipale
Le nombre d'habitants de la commune étant compris entre 100 et 500, le nombre de membres du conseil municipal est de 11.

### Liste des maires
| Période                                  | Période  | Identité          | Étiquette | Qualité          |
| ---------------------------------------- | -------- | ----------------- | --------- | ---------------- |
| Les données manquantes sont à compléter. |          |                   |           |                  |
| avant 1857                               |          | Jean Brehaudat    |           |                  |
| mars 2001                                | 2008     | Patricia Raveneau |           |                  |
| mars 2008                                | En cours | Didier Jobert     | DVD       | Salarié agricole |

### Instances judiciaires et administratives
Urville relève du tribunal d'instance de Troyes, du tribunal de grande instance de Troyes, de la cour d'appel de Reims, du tribunal pour enfants de Troyes, du conseil de prud'hommes de Troyes, du tribunal de commerce de Troyes, du tribunal administratif de Châlons-en-Champagne et de la cour administrative d'appel de Nancy.
Début 2014, la commune met en place le dispositif Voisins vigilants.

### Politique environnementale
La collecte, la valorisation et l'élimination des déchets sont assurés par la communauté de communes de la Région de Bar-sur-Aube.

### Jumelages
Au 19 mars 2014, Urville n'est jumelée avec aucune commune.

### Finances locales
De 2008 à 2013, la gestion municipale a permis de maintenir la capacité d'autofinancement nette du remboursement en capital des emprunts à un niveau élevé, très supérieur à celui des communes de même type :
| Année | Dans la commune | Moyenne de la strate |
| ----- | --------------- | -------------------- |
| 2008  | 230 €           | 156 €                |
| 2009  | 864 €           | 150 €                |
| 2010  | 522 €           | 143 €                |
| 2011  | 440 €           | 179 €                |
| 2012  | 332 €           | 189 €                |

## Population et société

### Démographie

#### Évolution démographie
L'évolution du nombre d'habitants est connue à travers les recensements de la population effectués dans la commune depuis 1793. Pour les communes de moins de 10 000 habitants, une enquête de recensement portant sur toute la population est réalisée tous les cinq ans, les populations de référence des années intermédiaires étant quant à elles estimées par interpolation ou extrapolation. Pour la commune, le premier recensement exhaustif entrant dans le cadre du nouveau dispositif a été réalisé en 2008.

En 2022, la commune comptait 110 habitants, en évolution de −19,12 % par rapport à 2016 (Aube : +0,7 %, France hors Mayotte : +2,11 %).
| 1793 | 1800 | 1806 | 1821 | 1831 | 1836 | 1841 | 1846 | 1851 |
| ---- | ---- | ---- | ---- | ---- | ---- | ---- | ---- | ---- |
| 495  | 569  | 577  | 532  | 606  | 633  | 607  | 608  | 608  |

| 1856 | 1861 | 1866 | 1872 | 1876 | 1881 | 1886 | 1891 | 1896 |
| ---- | ---- | ---- | ---- | ---- | ---- | ---- | ---- | ---- |
| 513  | 567  | 502  | 531  | 514  | 487  | 485  | 460  | 422  |

| 1901 | 1906 | 1911 | 1921 | 1926 | 1931 | 1936 | 1946 | 1954 |
| ---- | ---- | ---- | ---- | ---- | ---- | ---- | ---- | ---- |
| 386  | 323  | 320  | 229  | 215  | 198  | 188  | 154  | 170  |

| 1962 | 1968 | 1975 | 1982 | 1990 | 1999 | 2006 | 2008 | 2013 |
| ---- | ---- | ---- | ---- | ---- | ---- | ---- | ---- | ---- |
| 166  | 172  | 166  | 188  | 177  | 148  | 150  | 151  | 142  |

| 2018 | 2022 | - | - | - | - | - | - | - |
| ---- | ---- | - | - | - | - | - | - | - |
| 124  | 110  | - | - | - | - | - | - | - |

#### Pyramide des âges
En 2018, le taux de personnes d'un âge inférieur à 30 ans s'élève à 28,2 %, soit en dessous de la moyenne départementale (35,2 %). À l'inverse, le taux de personnes d'âge supérieur à 60 ans est de 37,9 % la même année, alors qu'il est de 27,7 % au niveau départemental.
En 2018, la commune comptait 64 hommes pour 60 femmes, soit un taux de 51,61 % d'hommes, largement supérieur au taux départemental (48,59 %).
Les pyramides des âges de la commune et du département s'établissent comme suit.
| Hommes | Classe d’âge | Femmes |
| ------ | ------------ | ------ |
| 1,6    | 90 ou +      | 1,7    |
| 15,6   | 75-89 ans    | 18,3   |
| 15,6   | 60-74 ans    | 23,3   |
| 21,9   | 45-59 ans    | 16,7   |
| 14,1   | 30-44 ans    | 15,0   |
| 12,5   | 15-29 ans    | 11,7   |
| 18,8   | 0-14 ans     | 13,3   |

| Hommes | Classe d’âge | Femmes |
| ------ | ------------ | ------ |
| 0,8    | 90 ou +      | 2,1    |
| 7,4    | 75-89 ans    | 10,2   |
| 17,4   | 60-74 ans    | 18,4   |
| 19,4   | 45-59 ans    | 19     |
| 17,8   | 30-44 ans    | 17,3   |
| 18,3   | 15-29 ans    | 15,9   |
| 19     | 0-14 ans     | 17,1   |

### Enseignement
Urville est située dans l'académie de Reims.
La commune administre une école élémentaire qui comptait 17 élèves en 2013-2014 au sein du regroupement pédagogique intercommunal « Champignol - Arconville - Urville »,.

### Médias
Le quotidien régional L'Est-Éclair assure la publication des informations locales à la commune.
La commune ne dispose pas de nœud de raccordement ADSL installé dans cette commune, ni de connexion à un réseau de fibre optique. Les lignes téléphoniques sont raccordées à des équipements situés à Ville-sous-la-Ferté et à Meurville.

### Cultes
Seul le culte catholique est célébré à La Motte-Tilly. La commune est l'une des douze communes regroupées dans la paroisse « de Ville-sous-la-Ferté », l'une des neuf paroisses de l'ensemble « Côtes des Bar » au sein du diocèse de Troyes, le lieu de culte est l'église paroissiale Saint-Pierre-aux-liens.

## Économie

### Revenus de la population et fiscalité
En 2011, le revenu fiscal médian par ménage était de 58 489 €, ce qui plaçait Urville au 84e rang parmi les 31 886 communes de plus de 49 ménages en métropole.
En 2009, 26 % des foyers fiscaux n'étaient pas imposables.

### Emploi
En 2009, la population âgée de 15 à 64 ans s'élevait à 92 personnes, parmi lesquelles on comptait 76,9 % d'actifs dont 75,8 % ayant un emploi et 1,1 % de chômeurs.
On comptait 106 emplois dans la zone d'emploi, contre 85 en 1999. Le nombre d'actifs ayant un emploi résidant dans la zone d'emploi étant de 71, l'indicateur de concentration d'emploi est de 149,8 %, ce qui signifie que la zone d'emploi offre trois emplois pour deux habitants actifs.

### Entreprises et commerces
Au 31 décembre 2010, Urville comptait 44 établissements : 36 dans l’agriculture-sylviculture-pêche, 2 dans l'industrie, 1 dans la construction, 2 dans le commerce-transports-services divers et 3 étaient relatifs au secteur administratif.En 2011, aucune entreprise n'a été créée à Urville.
Parmi les entreprises, on compte des producteurs de vins de Champagne dont l'un, connu, « entreprise intergénérationnelle » depuis 1808, produit 1 500 000 bouteilles par an, ce qui avait fait dire que « À Urville, le champagne coule au robinet. ». Ce producteur a été choisi en mai 2006 pour participer à l’élaboration du schéma régional pour l’aménagement, le développement et l’organisation touristique et du plan marketing en Champagne-Ardenne.
La commune, dont la vocation essentielle au début du XXe siècle était agricole, a « trouvé une nouvelle richesse dans les rangs de son vignoble ».

## Culture locale et patrimoine

### Lieux et monuments

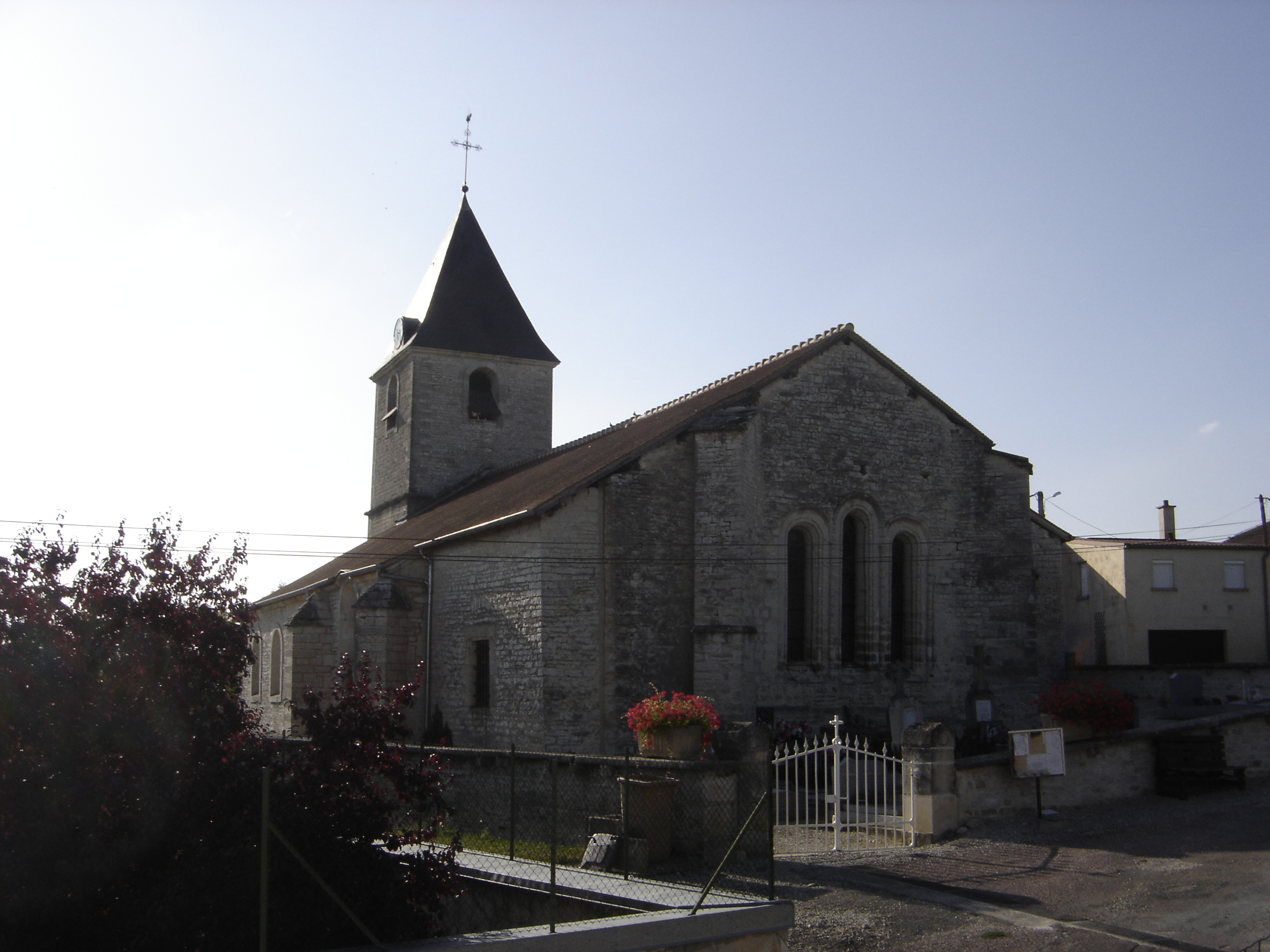
L'église paroissiale Saint-Pierre-aux-liens.

La commune compte un site inscrit à l'inventaire des monuments historiques et 140 lieux et aucun lieu ou monument répertorié à l'inventaire général du patrimoine culturel. Par ailleurs, elle ne compte aucun objet répertorié à l'inventaire des monuments historiques et 29 objets répertoriés à l'inventaire général du patrimoine culturel, tous à l'intérieur de l'église paroissiale Saint-Pierre-aux-liens.
Les vestiges d'un établissement gallo-romain du Val de Millières sont « inscrits » depuis le 3 novembre 1988.
L'église paroissiale Saint-Pierre-aux-liens avec sa poutre de gloire et cloture de chœur en fer forgé. C'était une paroisse  du doyenné du Barrois qui était à la collation du chapitre Saint-Maclou de Bar-sur-Aube depuis la donation de l'évêque Robert de Torote de Langres. Elle date du XIIe siècle pour l'abside qui est carré, le reste étant du XVIIIe.
En août 2010, les travaux d'aménagement du centre du bourg ont été achevés : rue Sainte-Eulalie, rue de la rue de l’Abreuvoir, rue de l’École et place Armand (place de la mairie), ces travaux ont respecté « le caractère rural du village ».